# Ginjo Ganew

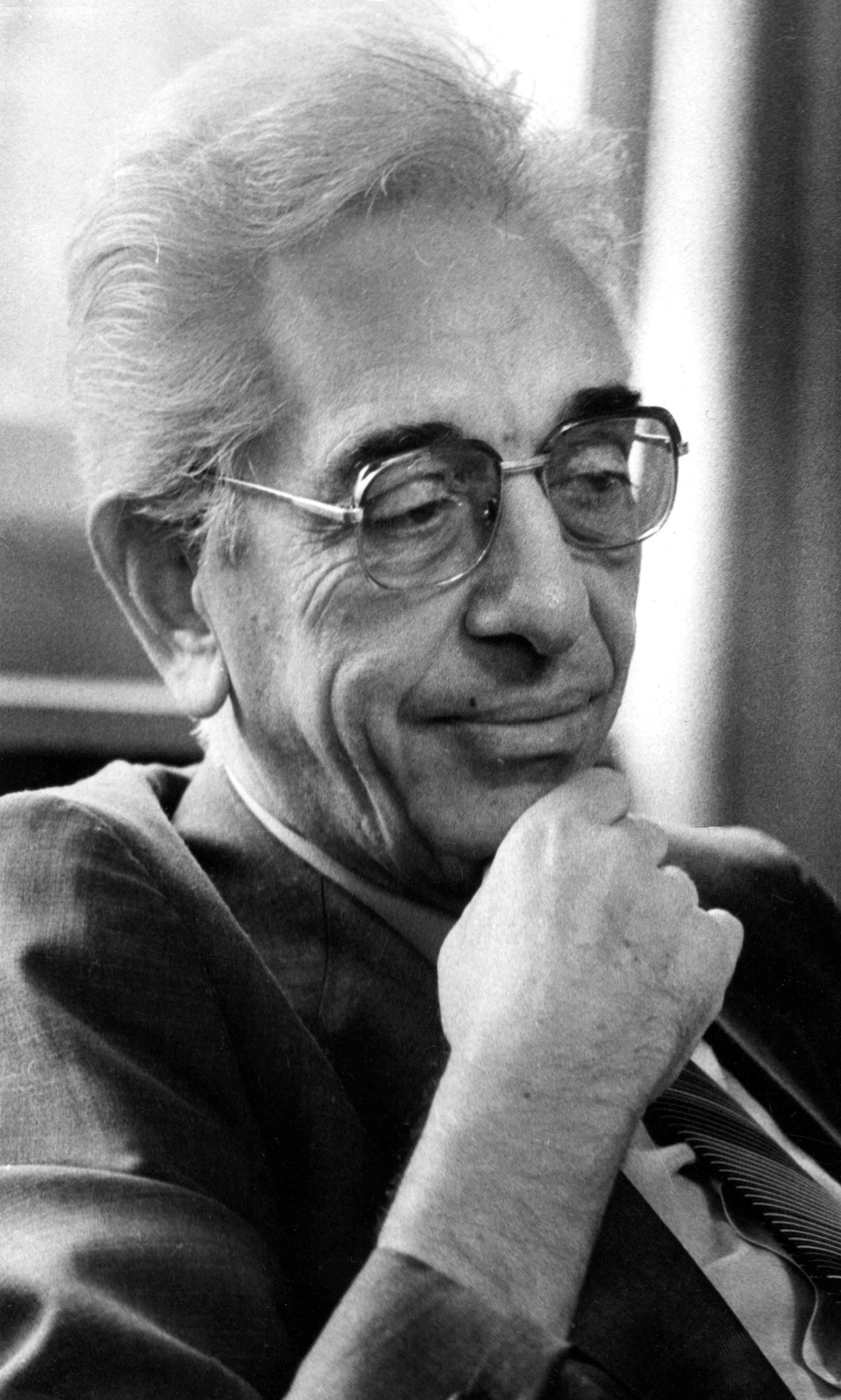
Ginjo Ganew

Ginjo Gotschew Ganew (auch Ginyo Gochev Ganev, bulgarisch Гиньо Гочев Ганев; * 2. März 1928 in Burgas; † 18. Dezember 2016) war ein bulgarischer Politiker. Er war zwischen 13. April 2005 und 20. Oktober 2010 erster Ombudsmann Bulgariens.

## Leben
Ginjo Ganew wurde in der bulgarischen Hafenstadt Burgas geboren, wo er die schulische Ausbildung genoss. Danach absolvierte ein Studium der Rechtswissenschaft und Staatsrecht an der Sofioter Kliment Ochridski Universität. 1977 wurde Ganew in den Nationalrat der Vaterländischen Front in Bulgarien gewählt und blieb dessen Mitglied bis 1989. Zwischen 1986 und 1990 war er Mitglied des Staatsrates der Volksrepublik Bulgarien. Ganew war von 1976 bis 1990 Abgeordneter in der Volksversammlung der Volksrepublik Bulgarien, von 1990 bis 2005 Abgeordneter im Parlament der Republik Bulgarien und Abgeordneter in der 7. Großen Nationalversammlung. 2003 wurde Ganew der Orden „Stara Planina“ von Präsident Georgi Parwanow verliehen.
Ginjo Ganew war mit Maria, der Tochter von Kimon Georgiew, verheiratet. Mit ihr hatte er zwei Söhne.